# Tomáš Necid
Tomáš Necid   (Praga, 13 d'agost de 1989) és un futbolista txec, exerceix com a davanter i actualment juga al Bursaspor.

## Internacional
Ha estat internacional amb la Selecció de futbol de la República Txeca, ha jugat 25 partits internacionals i ha marcat 7 gols.

## Clubs
| Club               | País            | Any         |
| ------------------ | --------------- | ----------- |
| Slavia Praga       | República Txeca | 2007 - 2008 |
| FK Baumit Jablonec | República Txeca | 2008        |
| Slavia Praga       | República Txeca | 2008 - 2009 |
| PFC CSKA Moscou    | Rússia          | 2009 - 2013 |
| PAOK Salónica      | Grècia          | 2013        |
| Slavia Praga       | República Txeca | 2014        |
| PEC Zwolle         | Països Baixos   | 2015        |
| Bursaspor          | Turquia         | 2016 -      |

## Palmarès
Slavia Praga
- Gambrinus lliga: 2007-08, 2008-09

PFC CSKA Moscou
- Copa de Rússia: 2009, 2011
- Supercopa de Rússia: 2009